# Pitrags
Pitrags (livisk: Pitrõg) er en landsby med 44 indbyggere i Kolkas pagasts, Dundagas novads i det vestlige Letland ved Irbestrædets kyst, 15 kilometer fra pagastens hovedby Kolka, 28 kilometer fra novadens hovedby Dundaga og 179 kilometer fra Riga, hovedstaden i Letland.
Pitrags er en gammel livisk landsby, som første gang nævnes i skriftlige kilder i 1582. Ifølge legenden blev Pitrags etableret af fire brødre fra Øsel, hvis opførte hus er den ældste ejendom i landsbyen. I 1826 var der 11 ejendomme i landsbyen med i alt 190 indbyggere; i 1937 – 12 landbrug og 38 fiskerbrug. I midten af det 19. århundrede etableredes en kro i Pitrags, i 1902 et bedehus for baptister. I sovjettiden opførtes et fiskerøgeri, som dog ligger forladt i dag.